# Алекс Морган
Александра Патриша Морган Караско (енгл. Alexandra Patricia "Alex" Morgan Carrasco; Сан Димас, Калифорнија, 2. јул 1989) је америчка фудбалерка и чланица Орландо прајда.

## Биографија
Рођена је у Сан Димасу у Калифорнији, отац јој се зове Мајкл, а мајка Памела. Има две старије сестре. Са 14 година је почела да тренира фудбал.
Морган игра на позицији нападача и наступала је за више клубова у женској америчкој фудбалској лиги: Вест Коуст, Калифорнија Сторм, Пали Блуз, Вестерн Њујорк Флеш, Сијетл саундерс, Портланд Торнс и Орландо Прајд. Године 2012. проглашена је за најбољу фудбалерку САД. У Европи игра за женски фудбалски клуб Лион са којим наступа у Лиги шампиона. Клуб је освојио Лигу шампиона у сезони 2016/17, победивши ПСЖ после бољег извођења једанаестераца.
Са фудбалском репрезентацијом САД је освојила злато на Олимпијским играма и Светско првенство за жене. Одиграла је преко 120 утакмица за репрезентацију и постигла 73 погодака.
Заједно са Лионелом Месијем, њен лик се појавио на омоту видео игрице ФИФА 16. Дана 24. јануара 2016. године свечано су јој уручени кључеви од града Дајмонд Бар.

## Приватни живот
Удата је за америчког фудбалера Серванда Караска, венчали су се 31. децембра 2014. године.

## Трофеји
- САД
  - Олимпијске игре 2012:  злато
  - Светско првенство у фудбалу за жене: 2015.

- Вестерн Њујорк Флеш
  - Првенство америчке професиналне лиге: 2011.[14]

- Портланд Торнс
  - Првенство националне женске лиге: 2013.[15]

- Лион
  - УЕФА Лига шампиона за жене: 2017.
  - Првенство Француске: 2017.
  - Куп Француске у фудбалу за жене: 2017.

Награде
- Најбоља фудбалерка у САД: 2012.
- Најбоља фудбалерка фудбалске конфедерације КОНКАКАФ: 2013.[16]

## Галерија слика
- Алекс Морган на тренингу репрезентације
- Морган на утакмици против Јапана
- Алекс Морган у акцији
- Алекс Морган